# Punt van De Longchamps

Het punt van De Longchamps L is het spiegelbeeld van het hoogtepunt H in het middelpunt van de omgeschreven cirkel O

Het punt van De Longchamps is het driehoekscentrum met kimberlingnummer X(20).

## Eigenschappen
Het punt van De Longchamps:
- is het spiegelbeeld van het hoogtepunt in het middelpunt van de omgeschreven cirkel.
- is het anticomplement van het hoogtepunt.
- ligt op de rechte van Euler.
- ligt op één lijn met het punt van Gergonne X(7) en het middelpunt van de ingeschreven cirkel X(1).

## Coördinaten
Barycentrische coördinaten voor het punt van de Longchamps zijn
(-3a4 + 2a2(b2 + c2) + (b2 - c2)2 : -3b4 + 2b2(a2 + c2) + (a2 - c2)2 : -3c4 + 2c2(a2 + b2) + (a2 - b2)2)